# أسماء نبيل
أسماء نبيل (1970 - 1 يوليو 2021)، هي كاتبة سيناريو وشاعرة ومنتجة ومستشارة إبداعية باكستانية. كتبت سيناريوهات لمسلسلات باكستانية مثل Khuda Mera Bhi Hai و Khaani.  حصلت على ماجستير في الاتصال الجماهيري من جامعة كراتشي عام 2000. 

## الجوائز
حصلت أسماء نبيل على لقب سيدة بوندس معجزة عام 2015
تم ترشيحها كأفضل كاتبة في حفل توزيع جوائز Lux Style (2019) وجوائز Hum Style (2019). 

## فيلموغرافيا

### التلفاز
- الخاني [4]
- خودا ميرا بهي هاي
- باندي [5]
- سورخ تشاندني [6] [7]
- دمسة [8]

### أفلام
- معن جاو نا [9]

## روابط خارجية
- Asma Nabeel
- أسماء نبيل